# Чкалов, Валерий Павлович
Вале́рий Па́влович Чка́лов, имя при крещении — Валерьян (20 января [2 февраля] 1904, Василёво, Нижегородская губерния — 15 декабря 1938, Москва) — советский лётчик-испытатель, комбриг (1938), Герой Советского Союза (1936).
Командир экипажа самолёта, совершившего 18—20 июня 1937 года первый беспосадочный перелёт через Северный полюс из Москвы в Америку (Ванкувер, штат Вашингтон).

## Биография
Родился в селе Василёва Слобода Нижегородской губернии (ныне город Чкаловск Нижегородской области). Русский. 
Девятого ребёнка в семье Чкаловых при крещении нарекли  — Валерьян, о чём имеется запись в метрической книге Воскресенской церкви села Василёва Слобода.
Отец: Павел Григорьевич Чкалов — котельщик Василёвских казённых мастерских. Мать: Ирина Ивановна Чкалова — домохозяйка, умерла в 1910 году, когда Валерию было 6 лет. Вторая жена отца — Наталья Георгиевна.
В 1911 году в 7 лет пошёл учиться в василёвскую начальную школу, которую окончил в 1916 году. Учился средне, но выделялся отличной памятью и хорошими математическими способностями, имел спокойный, уравновешенный характер, как и многие сверстники, хорошо плавал, переплывал Волгу, нырял под плоты и пароходы.
В 1916 году отец направил его на учёбу в Череповецкое техническое училище в Новгородскую губернию (ныне БОУ СПО ВО «Череповецкий лесомеханический техникум имени В. П. Чкалова»). Согласно выставленным в классном журнале оценкам, обучение давалось ему посредственно, особенно «Закон Божий», чистописание и русский язык. Арифметика, география и рисование шли немного лучше. Однако самым любимым предметом, судя по баллам, было черчение. В 1917 году из-за отсутствия финансирования Череповецкое Александровское техническое училище было ликвидировано, а на его базе организовано техническое училище водного транспорта. Однако из-за материальных трудностей и нехватки преподавателей в 1918 году училище было закрыто. Валерий вернулся домой и стал работать с отцом подручным молотобойца, а с началом навигации — кочегаром на землечерпалке «Волжская-1» и пароходе «Баян».

### Начало службы в авиации
В 1919 году в 15 лет Чкалов впервые увидел самолёт и, загоревшись мечтой об авиации, по предложению односельчанина Владимира Фролищева, который работал бригадиром по сборке самолётов в 4-м Канавинском авиационном парке, уехал в Нижний Новгород,   По его совету Валерий в возрасте 15 лет вступил добровольцем в ряды Красной армии и начал работать учеником слесаря-сборщика самолётов в этом авиапарке.
В 1921 году 17-летний Чкалов добился направления на учёбу в Егорьевск в Московской области в Теоретическую школу авиации Рабоче-крестьянского красного воздушного флота РСФСР (сейчас — Егорьевский авиационный технический колледж имени В. П. Чкалова). После её окончания в апреле 1923 года он был направлен на дальнейшую учёбу в Борисоглебск во 2-ю военную школу летчиков Красного воздушного флота, где совершил свой первый самостоятельный полёт на самолёте Avro 504. По окончании училища в октябре 1923 года, в соответствии со сложившейся в то время практикой подготовки военных лётчиков, Чкалов был направлен на обучение в Москву в 1-ю Высшую школу красных военных лётчиков РККА ВВФ, где он осваивал боевые самолёты (истребители Martinsyde.F.4 и Fokker C-III). В конце мая 1924 года Чкалов прибыл в Серпухов для обучения в Высшей военной авиационной школе воздушной стрельбы и бомбометания. Лётчиком-инструктором у Чкалова в Серпухове был Михаил Михайлович Громов —  будущий Герой Советского Союза, основатель лётно-исследовательского института, носящего его имя в Жуковском.
Московский инструктор А. И. Жуков дал Чкалову следующую характеристику: 

«Окончил обучение с аттестацией „очень хорошо“. Как лётчик и человек очень спокойный. Нарушений дисциплины не наблюдалось…»
14 августа 1924 года военный лётчик-истребитель Чкалов для дальнейшего прохождения службы прибыл в Ленинград, в «1-ю отдельную эскадрилью истребителей» (Комендантский аэродром). За время службы в эскадрилье он проявил себя как дерзкий и отважный опытный лётчик. Совершал рискованные полёты, за что получал взыскания и неоднократно отстранялся от полётов. В то же время имел серьёзные проблемы с дисциплиной, которые окончились крупными неприятностями — 16 ноября 1925 года Чкалов был осуждён военным трибуналом на 1 год лишения свободы за «дискредитацию авторитета и звания командира-бойца Красной армии» (вышел на службу в пьяном виде). Затем срок был снижен до 6 месяцев.
В январе 1925 года 1-й советской эскадрилье было присвоено почётное наименование «эскадрилья имени В. И. Ленина».
В 1926 году 1-я истребительная авиационная эскадрилья перебазируется с Комендантского аэродрома на аэродром Троцка (сегодня — Гатчина).
В январе 1927 года 1-я эскадрилья перестала считаться отдельной и, сохранив номер «1», вошла в состав 1-й авиабригады.
В честь 10-й годовщины РККА (28 февраль 1928 года) Постановлением ЦИК СССР 1-я авиаэскадрилья за боевые заслуги в годы Гражданской войны награждается орденом Красного знамени СССР, и с этого момента именуется «Краснознамённой».
В феврале 1927 года Чкалов женился на ленинградской учительнице Ольге Ореховой.
В конце июня 1927 года был направлен в Липецк на курсы усовершенствования лётного мастерства. В это время в Липецке обучались иностранные (в основном немецкие) лётчики-истребители. В показательных полётах Чкалов занял 1-е место.
В честь 10-й годовщины Октябрьской революции в Москве был организован военный парад. 8 ноября на Центральном аэродроме в Москве состоялся воздушный праздник с демонстрацией личных достижений лётчиков. Чкалов был среди участников этого праздника и ему было разрешено делать фигуры высшего пилотажа на малой высоте.
15 декабря 1927 года Чкалов прибыл в Брянск, в 15-ю авиационную бригаду имени ЦИК СССР, а его беременная жена осталась в Ленинграде. Сын Игорь родился 1 января 1928 года. Чкалову — 23.
В Брянске Чкалов совершил аварию. На перелёте из Гомеля в Брянск в составе звена он был левым ведомым. Ведущий звена, старший лётчик И. И. Козырев, вёл звено на предельно малой высоте, меняя её в зависимости от высоты местных предметов и доводя до 3-5 метров. При подлёте к железной дороге Унеча — Орша Чкалов врезался в железнодорожные провода и потерпел аварию. В приказе начальника ВВС Белорусского военного округа были определены виновники аварии: ведущий Козырев и ведомый Чкалов, но командование авиабригады решило строго наказать только Чкалова. Он был обвинён в воздушном лихачестве и многочисленных нарушениях дисциплины. Приговором военного трибунала Белорусского военного округа от 30 октября 1928 года Чкалов был осуждён по статье 17 пункт «а» Положения о воинских преступлениях и по статье 193-17 УК РСФСР на 1 год лишения свободы, а также был уволен из Красной армии. Из письма Чкалова к жене Ольге: «Вчера был мне суд. Судили без свидетелей и защиты в закрытом заседании. Присудили к одному году лишения свободы … Сегодня беседовал с военкомом бригады, он очень удивлен приговором и завтра едет в Смоленск для выяснения и ходатайства о снятии с меня приговора … Военком бригады говорит, что мы вас во что бы то ни стало сохраним для воздушного флота … Вины никакой за собой не чувствую и объясняю это так, как сказал один командир здесь. Будь это не Чкалов на моем месте после аварии, то не было бы ничего. Значит, я им бельмо на глазу, от которого хотят избавиться в том отношении, чтобы Чкалов никогда не лез со своими указаниями на их неправильные действия …»
Отбывал наказание Чкалов не год, а 16 дней, с 3 по 19 января 1928 года. По ходатайству Я. И. Алксниса и К. Е. Ворошилова наказание было заменено на условное.
Будучи в запасе, в начале 1929 года Чкалов вернулся в Ленинград и до ноября 1930 года работал в Ленинградском Осоавиахиме, где руководил школой планеристов и был лётчиком-инструктором.

### Лётно-испытательная работа
В ноябре 1930 года Чкалов был восстановлен в РККА и направлен на работу в московский Научно-испытательный институт ВВС РККА (НИИ ВВС РККА).
За 2 года работы в НИИ он совершил более 800 испытательных полётов, освоив технику пилотирования 30 типов самолётов.
3 декабря 1931 года Чкалов участвовал в испытаниях авиаматки (воздушного авианосца), которая представляла собой тяжёлый бомбардировщик, нёсший на своих крыльях и фюзеляже до 5 самолётов-истребителей.
В 1932 году НИИ ВВС был переведён с Ходынского поля в Москве на аэродром в районе города Щёлково Московской области. Перебазирование из обыденного события превратилось в первый в СССР воздушный парад с пролётом над Красной площадью. 45 самолётов летели колонной по три машины в ряд, а во главе шёл бомбардировщик ТБ-3 с бортовым номером 311, управлявшийся экипажем Валерия Чкалова.
В январе 1933 года Валерий Чкалов переведён на работу лётчиком-испытателем Московского авиационного завода № 39 имени Менжинского.  23 апреля 1933 года Чкалов был переведен в резерв РККА.       Совместно со своим старшим товарищем Александром Анисимовым он испытывал новейшие самолёты-истребители 1930-х годов И-15 (биплан) и И-16 (моноплан) конструкции Поликарпова. Принимал участие в испытаниях истребителей танков ВИТ-1, ВИТ-2, а также тяжёлых бомбардировщиков ТБ-1, ТБ-3, большого количества опытных и экспериментальных машин ОКБ Поликарпова. Автор новых фигур высшего пилотажа — восходящего штопора и замедленной бочки.
9 марта 1934 года родился будущий первый космонавт Земли — Ю. А. Гагарин. Гагарин восхищался Чкаловым и считал его своим покровителем.
5 мая 1935 года авиаконструктор Николай Поликарпов и лётчик-испытатель Валерий Чкалов за создание лучших самолётов-истребителей были награждены высшей правительственной наградой — орденом Ленина.

### Рекордные перелёты
Осенью 1935 года лётчик Г. Ф. Байдуков предложил Чкалову организовать рекордный перелёт из СССР в США через Северный полюс и возглавить экипаж самолёта.
Весной 1936 года Чкалов, Байдуков и Беляков обратились в правительство с предложением провести такой перелёт, но Сталин указал другой план маршрута: Москва — Петропавловск-Камчатский, опасаясь повторения неудачной попытки Леваневского (в августе 1935 года полёт С. Леваневского, Г. Байдукова и В. Левченко по маршруту Москва — Северный полюс — Сан-Франциско был прерван из-за неисправности).
Перелёт экипажа Чкалова из Москвы на Дальний Восток стартовал 20 июля 1936 года и продолжался 56 часов до посадки на песчаной косе острова Удд в Охотском море.
Общая протяжённость маршрута составила 9375 километров.
Уже на острове Удд на борт самолёта была нанесена надпись «Сталинский маршрут», сохранённая и при следующем перелёте — через Северный полюс в Америку. Оба чкаловских перелёта официально носили это название вплоть до начала борьбы с культом личности Сталина.
За перелёт на Дальний Восток весь экипаж был удостоен звания Героев Советского Союза с вручением ордена Ленина: медаль «Золотая Звезда», введённая в 1939 году уже после смерти Чкалова, была вручена только в 2004 году его детям. Кроме того, Чкалову был подарен личный самолёт У-2 (сейчас находится в музее в Чкаловске). Об исключительной пропагандистской важности этого перелёта для своего времени говорит то, что И. В. Сталин лично приехал 10 августа 1936 года на Щёлковский аэродром близ Москвы встречать возвратившийся экипаж самолёта. С этого момента Чкалов приобрёл всенародную известность в СССР.
Чкалов продолжал добиваться разрешения на совершение перелёта в США, и в мае 1937 года разрешение было получено. Старт самолёта АНТ-25 состоялся 18 июня на Щёлковском аэродроме всё с той же длинной взлётно-посадочной полосы со стартовой горкой, сооружённой специально для полётов на рекордную дальность. Полёт проходил в значительно более сложных условиях, чем предыдущий (отсутствие видимости, обледенение и т. д.), но 20 июня самолёт совершил благополучную посадку в городе Ванкувер, штат Вашингтон, США. Газета Правда от 9 августа 1937 года писала:  «Официально признано, что товарищи Чкалов, Байдуков и Беляков пролетели по прямой 8582 километра 960 метров.». Таким образом, был установлен всесоюзный (национальный) рекорд дальности по прямой. Все члены экипажа стали знаменитостями в Америке. Среди приветствовавших экипаж на американской земле были посол СССР в США А. А. Трояновский и Дж. К. Маршалл, будущий генерал и государственный секретарь США, позднее принявший членов экипажа у себя дома.
За этот перелёт весь экипаж был награждён орденами Красного Знамени.
12 декабря 1937 года Валерий Чкалов был избран депутатом Совета национальностей Верховного совета СССР от Горьковской области и Чувашской АССР. По просьбе жителей Василёва их посёлок был переименован в Чкаловск.
3 октября 1937 года Валерий Чкалов получил задание совершить полёт на мерной базе на максимально возможной скорости для наиболее точного определения лётных параметров рекордного самолёта И-16 КБ им. Поликарпова № 5210671. Облегчённый вариант И-16 с мотором М-62И, специально предназначенный для установления мирового женского рекорда скорости. Рекордный полёт на этом самолёте должна была выполнить известная летчица Валентина Гризодубова. Из-за неполадки в моторе Чкалов произвёл посадку на мелкий лес, самолёт был разбит, а лётчик получил ранения

### Общественно-спортивная деятельность
Являлся активным пропагандистом технических видов спорта, часто приглашался председателем жюри различных соревнований по мотоспорту, парусному спорту.

### Гибель
1 декабря 1938 года Чкалов был срочно вызван из отпуска для проведения испытаний нового истребителя И-180.
Погиб 15 декабря 1938 года при проведении первого испытательного полёта на новом истребителе И-180 на Центральном аэродроме на Ходынском поле.
Полёт готовился в большой спешке, чтобы успеть до конца года.
Выпуск самолёта на аэродром назначался на 7 ноября, 15 ноября, 25 ноября.
2 декабря на собранной машине было выявлено 190 дефектов. Н. Поликарпов протестовал против ненужной гонки при подготовке И-180 к первому вылету, ввиду чего был отстранён от этих работ.
7 декабря И-180 вывезли на аэродром; 10 декабря В. П. Чкалов произвёл рулёжку самолёта по земле, при которой мотор часто глох;
12 декабря при повторной рулёжке сломалась тяга управления газом мотора.
13 декабря Поликарпов представил программу испытаний И-180: полётное задание предписывало совершить пробный полёт по кругу[сколько?] в течение 10—15 минут без уборки шасси (впоследствии, после тщательного осмотра всей машины, планировалось осуществить испытательный полёт и 1—2 полёта по 30—60 минут; наконец полёт с убранным шасси до высоты 7000 метров).
Валерий Чкалов должен был совершить только этот первый, самый дорогой по оплате полёт, после чего машина переходила в руки другого лётчика — С. П. Супруна.
По воспоминаниям Д. Л. Томашевича, в этот день температура воздуха была «около минус 25 °C… Поликарпов будто бы отговаривал Чкалова вылетать, но тот не согласился».
Несмотря на очень низкую температуру, вылет прошёл неплохо, машина набрала высоту 100—120 метров и с виражом пошла на 1-й круг над аэродромом. Далее полёт продолжался на высоте 500—600 метров.
После 1-го круга самолёт пошёл на 2-й круг, растянув последний в сторону завода № 22 (и, по свидетельству В. К. Коккиннаки, который в это время летал в районе аэродрома на высоте 2000 метров, Чкалов подлетел к нему, показал большой палец, мол, всё отлично, после чего пошёл на посадку).
По свидетельству наблюдателей, находившихся на аэродроме, «не доходя до аэродрома одного-полутора километра, на высоте около 100 метров самолёт сделал вираж влево и скрылся за постройками». При заходе на посадку двигатель М-88 неожиданно остановился. Лётчик, как отмечено было в акте комиссии по расследованию причин аварии, «до последнего момента управлял самолётом и пытался сесть и сел вне площади, занятой жилыми домами». Свидетель катастрофы Широков Павел Григорьевич,  слесарь-бригадир автобазы Мосжилгосстроя, расположенной по адресу Магистральный проезд дом 13, в своих показаниях писал, что самолёт  от него упал в 30-35 метрах. Сейчас в том месте такого проезда нет, т. к. в начале 40-х годов по этому проезду провели железнодорожную ветку, а вместо него, чуть южнее, проложили  улицу и назвали 1-я Магистральная улица. Место катастрофы Чкалова на современной карте Москвы находится на закрытой территории промышленной зоны, по адресу 1-я Магистральная улица, во дворе дома № 2. Удаление от аэродрома — 1,5 км, что соответствует показаниям свидетелей.
Но в последний момент самолёт зацепился за электрические провода, ударился правым крылом об электрический столб и, развернувшись, врезался в кучу дровяных отходов. Чкалова выбросило из кабины на 10—15 метров вместе с хвостовой частью фюзеляжа, управлением и сиденьем. Пожара не было, но Чкалов ударился головой о металлическую арматуру, оказавшуюся в месте падения. По показаниям свидетелей катастрофы, рабочие автобазы сняли с лётчика парашют (ещё не знали, что это был Чкалов), положили его в кузов грузовой полуторатонной машины и тут же отправили в больницу.
От полученной травмы Чкалов скончался в Боткинской больнице 15 декабря в 16:45
По другим данным, Чкалов скончался  ещё до того, как его привезли в больницу.
«Совершенно секретно
Тов. СТАЛИНУ, МОЛОТОВУ, ВОРОШИЛОВУ, КАГАНОВИЧУ                                                         
Сегодня, 15-го декабря 1938 года в 12 часов 58 минут новый самолет — скоростной истребитель И-180 конструкции инженера ПОЛИКАРПОВА пилотируемый Героем Советского Союза комбригом тов. ЧКАЛОВЫМ, пошел в первый испытательный полет. Примерно через 10 минут после излета самолет потерпел аварию. При аварии погиб Гepoй Советскою Союза тов. Чкалов, который был доставлен в Боткинскую больницу уже мертвым…                                                                                                                                        
НАРОДНЫЙ КОМИССАР ВНУТРЕННИХ ДЕЛ СОЮЗА ССР (Л. БЕРИЯ)»  
После гибели Чкалова был арестован ряд руководителей авиационного завода, причастных к организации этого полёта. Они были приговорены к длительным срокам лишения свободы за выпуск в полёт самолёта с многочисленными неисправностями, повлёкшими за собой гибель лётчика.
Похороны
Валерий Чкалов был кремирован в Москве в Донском крематории, урна с его прахом установлена в Кремлёвской стене.
На похороны Чкалова власти потратили 131 231 руб. (из них на музыкальное оформление похорон — 51 968 руб. 19 коп., аренду и подготовку помещения — 28 419 руб.).
Впоследствии поблизости от места катастрофы, на пересечении Хорошёвского шоссе с Хорошёвским тупиком, в 1998 году был установлен памятный камень.

#### Альтернативные версии
Высказывались сомнения в истинности официальной истории гибели Валерия Чкалова: якобы непонятно, почему опытный образец боевого самолёта взлетал с Центрального аэродрома на Ходынском поле, то есть с полосы гражданского аэропорта, и как он туда попал. Завод, выпустивший опытный образец И-180, существует и сейчас, это завод имени Хруничева в Филёвской пойме. ВПП закрытого и охраняемого заводского аэродрома располагалась там, где сейчас проходит улица Филёвский бульвар (расположение заводских корпусов и бульвара весьма характерны и до сих пор не утратили следов планировки бывшего авиапромышленного объекта). 

Эти сомнения — плод незнания истории авиации: в 1938 году аэродром на Ходынском поле был Центральным аэродромом им. Фрунзе. Кроме полётов пассажирских самолётов, он являлся и заводским аэродромом для трёх заводов и нескольких ОКБ, в том числе и ОКБ Поликарпова (ныне это завод имени П. О. Сухого).

## Семья
Жена — Ольга Эразмовна Чкалова, урождённая Орехова (1901—1997), в браке с 1927 года, ленинградская учительница (затем работала в Москве), автор ряда книг и воспоминаний о Чкалове, статей по педагогической тематике. Похоронена в Москве на Новодевичьем кладбище.
Сын — Игорь Чкалов (1 января 1928—2006) — окончил Военно-воздушную инженерную академию имени Жуковского. Полковник. Инженер ВВС. Почётный гражданин Чкаловского района Нижегородской области (постановление Земского собрания Чкаловского района от 26 декабря 1997 года № 8). Внёс большой вклад в пополнение фонда музея В. П. Чкалова в Чкаловске. Автор ряда статей и интервью, посвящённых своему отцу. Похоронен в Москве на Новодевичьем кладбище рядом с могилами матери и сестры.
Дочь — Валерия Чкалова (10 мая 1935 — 20 апреля 2013), кандидат технических наук, заслуженный изобретатель РСФСР, лауреат Государственной премии СССР. Член Союза журналистов России. Автор ряда книг и статей, посвящённых своему отцу. Похоронена в Москве на Новодевичьем кладбище рядом с могилами матери и брата.
Дочь — Ольга Чкалова (род. 1939), окончила Московский энергетический институт, кандидат технических наук. Внучка — Мария Андреевна Лагарькова (род. 1966), в 1990 году окончила биологический факультет МГУ. Член-корреспондент РАН. Член диссертационного совета МГУ. В 2021 году стала заведующей кафедрой иммунологии МГУ и генеральным директором Федерального научно-клинического центра физико-химической медицины им. Ю. М. Лопухина ФМБА России.

## Награды
- Герой Советского Союза (24.07.1936).
- Медаль «Золотая Звезда» (учреждена после смерти Чкалова — в 1939 году, вручена его детям в 2004 году).
- Два ордена Ленина (05.05.1935, 24.07.1936).
- Орден Красного Знамени (июль 1937 года).
- Медаль «XX лет РККА» (февраль 1938 года).

## Сочинения
- Наш трансполярный рейс Москва — Северный полюс — Северная Америка. — М.: Госполитиздат, 1938.
- Моя жизнь принадлежит Родине. Статьи и речи. — М., 1954.
- Наш полёт на АНТ-25. — М.: Биб-ка «Огонёк» № 59 (974), 1936.
- Высоко над землёй. Рассказы лётчика. — М.-Л.: Детгиз, 1939.

## Память

### Памятные места
- Мемориальный музей В. П. Чкалова в г. Чкаловске Нижегородской области.
- 1924—1927 — улица Милосердия, 21 (ныне — улица Всеволода Вишневского, 11);
- 1926—1928 — Троцк (Гатчина) Красноармейский проспект, 4; на доме проживания установлена мемориальная доска.
- 1929—1930 — улица Текстилей (бывшая улица Милосердия), 21.
- Имя Чкалова ранее носила московская улица Земляной Вал (часть Садового кольца), где стоит дом, в котором жил Чкалов. На этом доме есть мемориальная доска со словами «В этом доме жил великий лётчик нашего времени, Герой Советского Союза Валерий Павлович Чкалов».
- Ещё одна улица Чкалова в Москве сохранилась в микрорайоне им. Ю.Ларина (Лианозово), где улицы названы в 1930-е годы в честь лётчиков и полярников.
- В 1998 году (к 60-летию гибели Чкалова) вблизи места падения его самолёта на Ходынском поле (в настоящее время это район дома № 52, к. 2 по Хорошёвскому шоссе, пересечение Хорошёвского шоссе и Хорошёвского тупика, метро «Полежаевская») установлен мемориальный камень[31]. В честь героя советского союза Чкалова названа одна из центральных улиц в Казахстане в городе Караганда.

### Названы в честь Чкалова
- С 1938 по 1957 год имя Чкалова носили город Оренбург и Оренбургская область.
- Географические объекты:
  - остров Чкалова в Сахалинском заливе Охотского моря (на этом острове, ранее называвшемся Удд, приземлился экипаж Чкалова 22 июля 1936 года), назван в 1936 году[32];
  - гора Чкалова в Антарктиде на Земле Эндерби (координаты: 67°12′ ю. ш. 56°17′ в. д.HGЯO), отмеченная на карте САЭ в 1962 году и к 1965 году названная[32];
  - мыс Чкалова на острове Чамп, названный в 1953—1955 гг. советскими учёными[32];
  - пик Чкалова (4150 м) — Богосский хребет, Большой Кавказ (Дагестан).
- Населённые пункты:
  - город Чкаловск в Нижегородской области;
  - с 1956 по 2016 город Бустон в Согдийской области Таджикистана назывался Чкаловском;
  - село Чкалово в Северо-Казахстанской области Казахстана, село Чкалово в Атырауской области Казахстана;
  - село Чкалово в Бухар-Жырауском районе Карагандинской области Казахстана;
  - посёлок городского типа Чкаловское в Харьковской области;
  - посёлок Чкаловский (Московская область);
  - посёлок Чкалов (Оренбургская область);
  - посёлок Чкаловск (Калининградская область);
  - посёлок Чкалова в Запорожье, Украина;
  - посёлок имени Чкалова (входит в состав города Тверь);
  - с 1938 по 1957 год город Оренбург назывался Чкаловом;
  - село Чкаловское (Приморский край);
  - село Чкаловка (Гегаркуникская область, Армения).
  - село Чкалово (Саратовская область)
  - село Чкалово (Калининградская область)
- Районы и микрорайоны населенных пунктов:
  - посёлок имени Чкалова в городе Каменске-Уральском Свердловской области;
  - микрорайон имени Чкалова в городе Ковров Владимирской области;
  - посёлок Чкаловск в составе Калининграда;
  - Чкаловский район в Екатеринбурге;
  - Чкаловский микрорайон в Омске;
  - Чкаловский микрорайон в Переславле-Залесском;
  - Чкаловский микрорайон в Ростове-на-Дону.

- Имя Чкалова носят 1778[33] проспектов, улиц и переулков в России, а также ряд улиц за рубежом:

- - Чкаловский проспект в Санкт-Петербурге;
  - проспект имени Чкалова в Дзержинске;
  - площадь Чкалова в Ростове-на-Дону.
  - Улица Чкалова:
    - в России — в Абакане, Азове, Аначево (Башкортостан), Арамили (Свердловская область), Архангельске, Астрахани, Ачинске, Белгороде, Борисоглебске, Белове, Богородске (Нижегородская область), Брянске, Барнауле, Владивостоке, Владикавказе, Воронеже, Вышнем Волочке, Гатчине, Горно-Алтайске, Дивногорске, Домодедово, Екатеринбурге, Жуковском, Ижевске, Иркутске, Искитиме, Ишимбае, Йошкар-Оле, Казани, Калининграде, Кандалакше, Кемерово, Керчи, Коврове, Коломне, Котласе, Красноармейске, Краснодаре, Красноярске, Магнитогорске, Миассе, Минеральных Водах, Михайловке, Москве (посёлок имени Ларина), Муроме, Нальчике, Невьянске, Нижнем Новгороде, Новосибирске, Омске, Оренбурге, Орле, Павлове, Пензе, Петрозаводске, Перми, Рязани, Рыбинске, Самаре, [Саратов]е Серпухове, Сергиевом Посаде, Смоленске, Снежинске, Ставрополе, Стерлитамаке, Ступино, Сыктывкаре, Твери, Томске, Улан-Удэ, Феодосии, Химках, Хабаровске, Челябинске, Череповце, Черногорске, Чистополе, Чите, Шебекино, Элисте, Якутске, Ярославле, Кимовске, Казани;[источник не указан 561 день]
    - за рубежом — в Ванкувере (США), в Праге, в Минске (Улица Чкалова), Гомеле, Бресте, Барановичах, Борисове, Витебске, Орше, Хойниках[34] (Республика Беларусь), в Луцке, Измаиле, Малине, Николаеве, Харькове, Херсоне, Никополе, Ахтырке, Хмельницком, Лубнах, Черновцах, Геническе (Украина), в Караганде, Костанае, Павлодаре, Усть-Каменогорске, Рудном и Талгаре (Республика Казахстан), в Тирасполе (Республика Молдова, фактически Приднестровская Молдавская Республика), в Силламяэ (Эстония, в 2023 году переименована в улицу Харидузе).[источник не указан 561 день]
- Учебные заведения:
  - Череповецкий лесомеханический техникум имени В. П. Чкалова;
  - Борисоглебское высшее военное авиационное училище лётчиков в городе Борисоглебске Воронежской области (постановление СНК Союза ССР от 28 декабря 1938 года). Там же установлен бронзовый бюст героя;
  - Архитектурно-строительный университет в Нижнем Новгороде;
  - Воронежский авиационный техникум имени В. П. Чкалова;
  - Егорьевский авиационный технический колледж гражданской авиации имени В. П. Чкалова;
  - Школа № 1397 имени В. П. Чкалова (Москва);
  - Школа № 116 имени В. П. Чкалова (Нижний Новгород);
  - Школа № 3 имени В. П. Чкалова, город Арзамас Нижегородской области;
  - Средняя общеобразовательная школа имени Чкалова (рабочий посёлок Шугурово, Татарстан);
  - Средняя общеобразовательная школа имени Чкалова (Нарын, Кыргызская Республика);
  - МБОУ СОШ № 1 имени Героя Советского Союза В. П. Чкалова (Хабаровск);
  - МБНОУ «Гимназия № 17 имени В. П. Чкалова» (Новокузнецк);
  - Оренбургский государственный педагогический институт имени В. П. Чкалова;
  - Школа № 8 имени В. П. Чкалова (Белая Церковь, Украина);
  - МАОУ СОШ № 74 имени В. П. Чкалова (Екатеринбург);
  - МАОУ СОШ № 12 имени В. П. Чкалова (Щёлково, Московская область);
  - ГУО «Средняя школа № 1 г. Минска имени В. П. Чкалова» (Минск, Республика Беларусь)[35].
  - Гомельский педагогический институт имени В. П. Чкалова (ныне Гомельский государственный университет имени Франциска Скорины)[36], Гомель, Республика Беларусь.
- Станции рельсового транспорта:
  - Станция метро «Чкаловская»: в Москве, Санкт-Петербурге, Нижнем Новгороде, Ташкенте (в октябре 2012 года переименована в Дустлик) и в Екатеринбурге;
  - Железнодорожная станция Чкаловская.

- Воинские части:
  - Государственный ордена Ленина Краснознамённый центр подготовки авиационного персонала и войсковых испытаний Министерства обороны РФ имени В. П. Чкалова (Липецкий авиацентр);
  - Государственный лётно-испытательный центр Министерства обороны имени В. П. Чкалова.
- Предприятия:
  - Аэропорт «Чкаловский»;
  - Авиационный завод в Новосибирске. (Филиал АО "Компания «Сухой» — НАЗ имени В. П. Чкалова);
  - Авиационный завод в Ташкенте (Ташкентское авиационное производственное объединение имени В. П. Чкалова);
- Другие объекты:
  - В 1930-е годы в деревне Липовка (Малая Борисовка, Мордовский район, Тамбовская область) был образован колхоз имени В. П. Чкалова.
  - Именем В. П. Чкалова назван астероид (2692) Чкалов;
  - Дворец культуры имени В. П. Чкалова в Новосибирске;
  - Детский лагерь СОЛКД «Чкаловец» в Новосибирской области;
  - Дворец культуры имени В. П. Чкалова в Белой Калитве;
  - Имя «Валерий Чкалов» носит волжский трёхпалубный теплоход (проект 26-37)[37];
  - Имя «Валерий Чкалов» носит енисейский трёхпалубный теплоход (проект 588)[38];
  - Имя «Валерий Чкалов» носил один из лёгких крейсеров проекта 68 (достроен по проекту 68-К, позже переименован в «Комсомолец»);
  - Имя «Валерий Чкалов» носил один из самолётов Ил-96-300 (RA-96005) авиакомпании «Аэрофлот — Российские Авиалинии»;
  - Одному из стратегических бомбардировщиков Ту-160 присвоено имя «Валерий Чкалов»;
  - Николаевский областной русский драматический театр имени В. П. Чкалова (Николаев, Украина);
  - Футбольный клуб «Сибирь» носил название[когда?]

 «Чкаловец»;
  - Центральный аэроклуб им. Чкалова.

### Памятники и монументы
- В городе Днепропетровске[39] (сейчас — Днепр), демонтирован 26 декабря 2022 года[40], Киеве[41] (демонтирован 8 февраля 2023 года, перевезён в музей авиации Украины[42]), пгт Гостомель, Киевская область (снесён в июле 2023 года[43]), г. Ирпень (на территории военного госпиталя)
- В Санкт-Петербурге (два бюста на Чкаловском проспекте и мемориальная доска на доме, где жил Чкалов), памятники в Кстово,Новосибирске, Химках[44].
- Бюст В. П. Чкалова в Санкт-Петербурге. Открыт 15 сентября 1997 года. Установлен на стилобате павильона станции метро «Чкаловская» (Большая Зеленина ул., 12, на пересечении с Чкаловским проспектом). На лицевой части постамента надпись: «В.Чкалов».
- Мемориальная доска в Гатчине, на доме № 4 по Красноармейскому проспекту, в котором Чкалов жил в 1926—1928 годах[45].
- Мемориальная доска в Петрозаводске (открыта 31 мая 2013 года)[46].
- Несколько памятников установлены в Нижнем Новгороде: памятник на Волжском откосе возле Нижегородского кремля и на ул. Землячки, где жили предки лётчика[47].
- Бюст в парке «Крылья Советов» Авиастроительного района Казани.
- Бронзовый бюст на территории Севастопольского авиационного предприятия.
- Бронзовый бюст у входа в Боинговский музей авиации в Сиэтле.
- Бронзовая скульптура высотой в шесть метров на семиметровом пьедестале установлена в 1954 году на набережной реки Урал в Оренбурге[48].
- Бронзовый памятник в городе Жуковском. Установлен в начале улицы, которая названа в честь В. П. Чкалова. На одном из домов этой улицы, укреплена памятная мраморная плита с краткой информацией о В. П. Чкалове и его героических перелётах.
- В Новосибирске памятник перед зданием управления авиационного завода (НАПО имени В. П. Чкалова).
- Монументальная лестница в историческом центре Нижнего Новгорода, соединяющая Верхне-Волжскую и Нижне-Волжскую набережные.
- Памятник на железнодорожной станции Берёза-Картузская в агрогородке Первомайская Берёзовского района Брестской области. Единственный памятник Чкалову в Белоруссии[49]. Согласно табличке на пьедестале «Памятник установлен в честь остановки здесь В. Чкалова вместе с Г. Байдуковым и Беляковым в 1937 году по пути на Родину после исторического перелёта через Северный полюс в США»[50]. По другой версии, определяющим в выборе места для установки памятника стал тот факт, что в агрогородке Первомайская (тогда — Блудень) родился бортмеханик самолёта АНТ-25 Василий Бердник[49].
- Памятник В. П. Чкалову в Одессе, во внутреннем дворе санатория имени Чкалова на Французском бульваре.
- Бюст В. П. Чкалова установлен в Якутске 14 ноября 2008 года в сквере на перекрёстке улиц Чкалова и Чепалова.
- Мемориальная доска в Рязани. Установлена на пересечении Первомайского проспекта и улицы Чкалова, названной в честь лётчика.
- Памятник В. П. Чкалову установлен перед зданием сельисполкома в селе Николаевка Новомосковского района Днепропетровской области.
- Бронзовый бюст на привокзальной площади международного аэропорта Нижнего Новгорода.
- Памятник В. П. Чкалову в поселке Старый Городок. Установлен 18 августа 2018 года возле 121 авиационного ремонтного завода. Ранее пятник находился в Звенигороде, на дороге к санаторию им. Чкалова который к 2006 году был заброшен.
- Памятник В. П. Чкалову в Москве, на Ходынском поле недалеко от места гибели лётчика[51].

### Галерея
- Памятный знак в Хабаровске на месте, где Чкалов выступал 2 августа 1936 г. на митинге, посвящённом окончанию беспосадочного перелёта по «правительственному» маршруту
- Памятник около Липецкого авиацентра
- Памятник в парке им. Лазаря Глобы (бывший Чкалова) в Днепре (демонтирован 26 декабря 2022 года)[52]
- Бронзовый памятник в городе Жуковский Московской области
- Памятник в Белой Калитве напротив завода АМР
- Памятник на Волжском откосе в Нижнем Новгороде, 1986 год
- Памятник на Волжском откосе в Нижнем Новгороде
- Памятник Чкалову возле 121 авиационного ремонтного завода

### В филателии и нумизматике
- Банк России выпустил памятные монеты: в 1995 году — «Трансарктический перелёт В. П. Чкалова»; в 2004 году — «100-летие со дня рождения В. П. Чкалова».
- Почтой России в 2004 году выпущена марка «Лётчик-испытатель В. П. Чкалов».

### Галерея
- Серия почтовых марок СССР, 1938 г.
- Почтовая марка СССР, 1954 г.
- Почтовая марка России, 2004 г.
- Почтовый конверт СССР, 1974 г.
- Почтовый конверт СССР, 1984 г.
- Почтовый конверт России, 2011 г.
- Памятная монета Банка России, посвящённая 100-летию со дня рождения В. П. Чкалова. 2 рубля, серебро, 2004 го.
- Почта России, 2012 г. 75 лет первому трансполярному беспосадочному перелету

### Другое
- 20 мая 1974 года в Ванкувере (штат Вашингтон, США) был создан Чкаловский комитет трансполярного перелёта — общественная некоммерческая организация, в которую вошли представители деловых кругов и местной элиты. 20 июня 1975 года в этом городе «в знак уважения к великому русскому народу» был открыт памятник, названный Чкаловским монументом[53].
- В 1986 году по случаю 50-летия перелёта Москва — остров Удд, на острове был установлен памятник его участникам[54].
- В 2014 году в России создан бренд одежды и мебели «Чкалов-ТМ» (торговая марка «Chkalov»[55]).

## Фильмография
- В 1941 году на киностудии имени М. Горького был создан историко-биографический фильм «Валерий Чкалов» (новая редакция выпущена в 1962 году). В главной роли: Владимир Белокуров. Режиссёр-постановщик: Михаил Калатозов.
- В 1974 году на Горьковском телевидении вышел документальный фильм «Ваша жизнь» с воспоминаниями о жизни Валерия Чкалова Героев Советского Союза Георгия Байдукова, Александра Белякова, Анатолия Ляпидевского и дважды Героя Советского Союза Владимира Коккинаки.
- В 1987 году вышел документальный фильм режиссёра В. Ф. Коновалова «Рейс сквозь память» о полётах экипажей В. Чкалова и М. Громова через Северный полюс в Америку в 1937 году, в создании которого принимали участие киностудия «20th Century Fox» и актриса Ширли Темпл.
- В 1990 году вышел короткометражный фильм Максима Пежемского Переход товарища Чкалова через Северный полюс
- Образ Чкалова в 2007 году был использован в сериале «Сталин. Live» (в роли Дмитрий Щербина).
- В 2012 году кинокомпаниями «Соло Фильм» и «Централ Партнершип» был снят восьмисерийный биографический сериал «Чкалов» («Крылья») о жизни лётчика с 1924 по 1937 год. Режиссёр Игорь Зайцев. В главной роли — Евгений Дятлов. Трансляция сериала началась 1 октября 2012 года по Первому каналу. Дочь Валерия Чкалова Ольга крайне отрицательно отнеслась к данной экранизации[56].
- Документальный фильм о судьбах В. П. Чкалова и М. М. Громова, их соперничестве и перелётах. ООО «Под знаком „Пи“» по заказу ГТРК «Культура». 2012 г (10 июня 2019). Полярный гамбит. Драма в тени легенды.  39 мин. ГТРК «Культура». {{cite episode}}: |series= пропущен или пуст (справка)
- В 2014 году «РД Студия» был снят четырёхсерийный фильм «Люди, сделавшие Землю круглой» о рекордных перелётах 1930-х годов, в котором рассказывается о перелёте В. П. Чкалова через Северный полюс.